# Na granicy (film 2016)
Na granicy – polski thriller z 2016 w reżyserii Wojciecha Kasperskiego.

## Produkcja i premiera
Film kręcony był od 21 stycznia do 2 marca 2015 roku. Zdjęcia do filmu powstały w polskich Bieszczadach, w okolicach Tarnawy Niżnej i Polańczyka.
Premiera filmu (krajowa i światowa) odbyła się 19 lutego 2016.

## Opis fabuły
Film Na granicy opowiada historię ojca (Andrzej Chyra) i dwóch synów (Bartosz Bielenia, Kuba Henriksen), którzy zimą przyjeżdżają w Bieszczady, aby ułożyć wzajemne relacje po niedawnej rodzinnej tragedii (śmierć matki).
Osiedlają się w odciętej od cywilizacji górskiej bazie (byłe więzienie), ale zamiast spokoju czeka ich wkrótce walka o przeżycie, gdy pojawi się tajemniczy nieznajomy (Marcin Dorociński), który wciąga bohaterów w mroczny i niebezpieczny świat przestępczego pogranicza.
Reżyser Wojciech Kasperski dementuje powielaną w opisach filmu tezę o autentyczności przedstawionych w filmie zdarzeń. W wywiadzie dla Gazety Wyborczej wypowiedział się następująco: "Na bazie tego, co usłyszałem, oraz dokumentacji na temat tego, co się dzieje po przemycie ludzi przez wschodnią granicę, wyklułem własną historię".

## Obsada
- Andrzej Chyra – Mateusz, ojciec Janka i Tomka
- Marcin Dorociński – Konrad, przemytnik
- Andrzej Grabowski – Lechu, komendant Placówki Straży Granicznej w Tarnawie Niżnej
- Bartosz Bielenia – Janek
- Kuba Henriksen – Tomek
- Severina Špakovska – Alicja
- Janusz Chabior – Dzidek, funkcjonariusz SG
- Adam Papliński – pan z harmonijką

## Realizatorzy
- Reżyseria – Wojciech Kasperski
- Scenariusz – Wojciech Kasperski
- Zdjęcia – Łukasz Żal
- Scenografia: Marek Warszewski
- Muzyka – Bartłomiej Gliniak
- Dźwięk – Marcin Kasiński, Kacper Habisiak, Mateusz Adamczyk
- Montaż – Tymoteusz Wiskirski
- Gatunek – thriller
- Kraj produkcji – Polska
- Premiera – 2016
- Dystrybucja – Kino Świat
- Produkcja – Alvernia Studios
- Koproducenci – Metro Films
- Współfinansowanie – Polski Instytut Sztuki Filmowej